# ŽNL Šibensko-kninska 2023./24.
Ovaj članak je podtema članka: 5. rang HNL-a 2023./24.

ŽNL Šibensko-kninska u sezoni 2023./24. predstavlja ligu petog stupnja hrvatskog nogometa. U ligi je sudjeluje ukupno devet klubova.  
 
Prvak lige je postala "Dinara" iz Knina. 

## Sustav natjecanja
Devet klubova igra dvokružnim ligaškim sustavom (18 kola, 16 utakmica po klubu). 

## Sudionici
- Croatia – Stankovci  (klub iz Zadarske županije)
- Dinara – Knin
- DOŠK – Drniš
- Janjevo – Kistanje
- Mihovil – Šibenik
- Mladost – Tribunj
- Rudar – Siverić, Drniš
- Šibenik II – Šibenik (van konkurencije)
- Zagora II – Unešić (van konkurencije)

## Ljestvica
| Poz. | Momčad            | U  | P  | N | I  | G+ | G– | G+/– | Bod. | Nastavak natjecanja ili ispadanje |
| ---- | ----------------- | -- | -- | - | -- | -- | -- | ---- | ---- | --------------------------------- |
| 1.   | Dinara (P)        | 12 | 10 | 0 | 2  | 45 | 7  | +38  | 30   | Kvalifikacije za 3. NL – Jug      |
| 2.   | Rudar             | 12 | 8  | 1 | 3  | 36 | 12 | +24  | 25   |                                   |
| 3.   | DOŠK Drniš        | 12 | 8  | 1 | 3  | 27 | 16 | +11  | 25   |                                   |
| 4.   | Janjevo Kistanje  | 12 | 5  | 0 | 7  | 26 | 27 | −1   | 15   |                                   |
| 5.   | Mladost Tribunj   | 12 | 4  | 3 | 5  | 22 | 32 | −10  | 15   |                                   |
| 6.   | Croatia Stankovci | 12 | 1  | 3 | 8  | 8  | 36 | −28  | 6    |                                   |
| 7.   | Mihovil           | 12 | 2  | 0 | 10 | 16 | 50 | −34  | 6    |                                   |
| 8.   | Šibenik II        | 0  | 0  | 0 | 0  | 0  | 0  | 0    | 0    | Van konkurencije                  |
| 9.   | Zagora Unešić II  | 0  | 0  | 0 | 0  | 0  | 0  | 0    | 0    | Van konkurencije                  |

## Rezultatska križaljka
| kratica | klub              | CRO | DIN | DOŠK | JANJ | MIH      | MLA | RUD | ŠIB | ZAG |
| --- | ----------------- | --- | --- | ---- | ---- | -------- | --- | --- | --- | --- |
| CRO | Croatia Stankovci |     | 0:4 | 0:3  | 0:3  | 3:1      | 1:1 | 1:5 |     |     |
| DIN | Dinara Knin       | 4:0 |     | 3:1  | 1:0  | 5:0      | 1:2 | 3:1 |     |     |
| DOŠK | DOŠK Drniš        | 0:0 | 2:1 |      | 5:1  | 3:0 p.f. | 5:3 | 1:0 |     |     |
| JANJ | Janjevo Kistanje  | 6:0 | 1:3 | 3:0  |      | 5:2      | 3:0 | 1:5 |     |     |
| MIH | Mihovil Šibenik   | 3:2 | 0:7 | 2:4  | 4:2  |          | 0:3 | 1:7 |     |     |
| MLA | Mladost Tribunj   | 1:1 | 2:1 | 2:3  | 4:1  | 4:3      |     | 2:2 |     |     |
| RUD | Rudar Siverić     | 3:0 | 0:3 | 1:0  | 3:0  | 5:0      | 4:0 |     |     |     |
| ŠIB | Šibenik II        |     |     |      |      |          |     |     |     |     |
| ZAG | Zagora II Unešić  |     |     |      |      |          |     |     |     |     |
| |                   |     |     |      |      |          |     |     |     |     |
| podebljan rezultat - utakmice od 1. do 9. kola (1. utakmica između klubova) rezultat normalne debljine - utakmice od 10. do 18. kola (2. utakmica između klubova) rezultat nakošen - nije vidljiv redoslijed odigravanja međusobnih utakmica iz dostupnih izvora rezultat nakošen i smanjen * - iz dostupnih izvora nije uočljiv domaćin susreta prekrižen rezultat - poništena ili brisana utakmica p - utakmica prekinuta 3:0 p.f. / 0:3 p.f. - rezultat 3:0 bez borbe |                   |     |     |      |      |          |     |     |     |     |

 Izvori: 

## Kvalifikacije za 3. NL – Jug
U kvalifikacijama za 3. NL – Jug sudjelovali su:
- Dinara Knin iz ŽNL Šibensko-kninske
- Val Kaštel Stari iz 1. ŽNL Splitsko-dalmatinske
- Župa dubrovačka Čibača iz 1. ŽNL Dubrovačko-neretvanske

| Prva momčad            | Rez. | Druga momčad |
| ---------------------- | ---- | ------------ |
| Župa dubrovačka Čibača | 2:6  | Dinara Knin  |

| Prva momčad      | Rez. | Druga momčad           |
| ---------------- | ---- | ---------------------- |
| Val Kaštel Stari | 8:0  | Župa dubrovačka Čibača |

| Prva momčad | Rez. | Druga momčad     |
| ----------- | ---- | ---------------- |
| Dinara Knin | 1:3  | Val Kaštel Stari |

- Val se kvalificirao za 3. NL – Jug

## Najbolji strijelci
Najbolji strijelci
| Mjesto | Igrač             | Momčad           | Golovi |
| ------ | ----------------- | ---------------- | ------ |
| 1.     | Ivan Lovrić       | Rudar            | 12     |
| 2.     | Matej Ljubić      | Dinara           | 11     |
| 3.     | Ivan Nikola Rodić | Dinara / Zagora  | 10     |
| 3.     | Josip Palić       | Janjevo Kistanje | 10     |
| 5.     | Stjepan Kujundžić | Mladost Tribunj  | 9      |

Izvor:

## Vanjske poveznice
- facebook.com, 1. ŽNL Šibensko-kninska, stranica lige
- sibenskiportal.rtl.hr, Sport  Arhivirana inačica izvorne stranice od 17. lipnja 2024. (Wayback Machine)
- sibenski.slobodnadalmacija.hr, Sport / Nogomet
- dalmatinskinogomet.hr
- dalmatinskinogomet.hr, Vijesti / Šibensko-kninska ŽNL